# 100 Women (BBC)

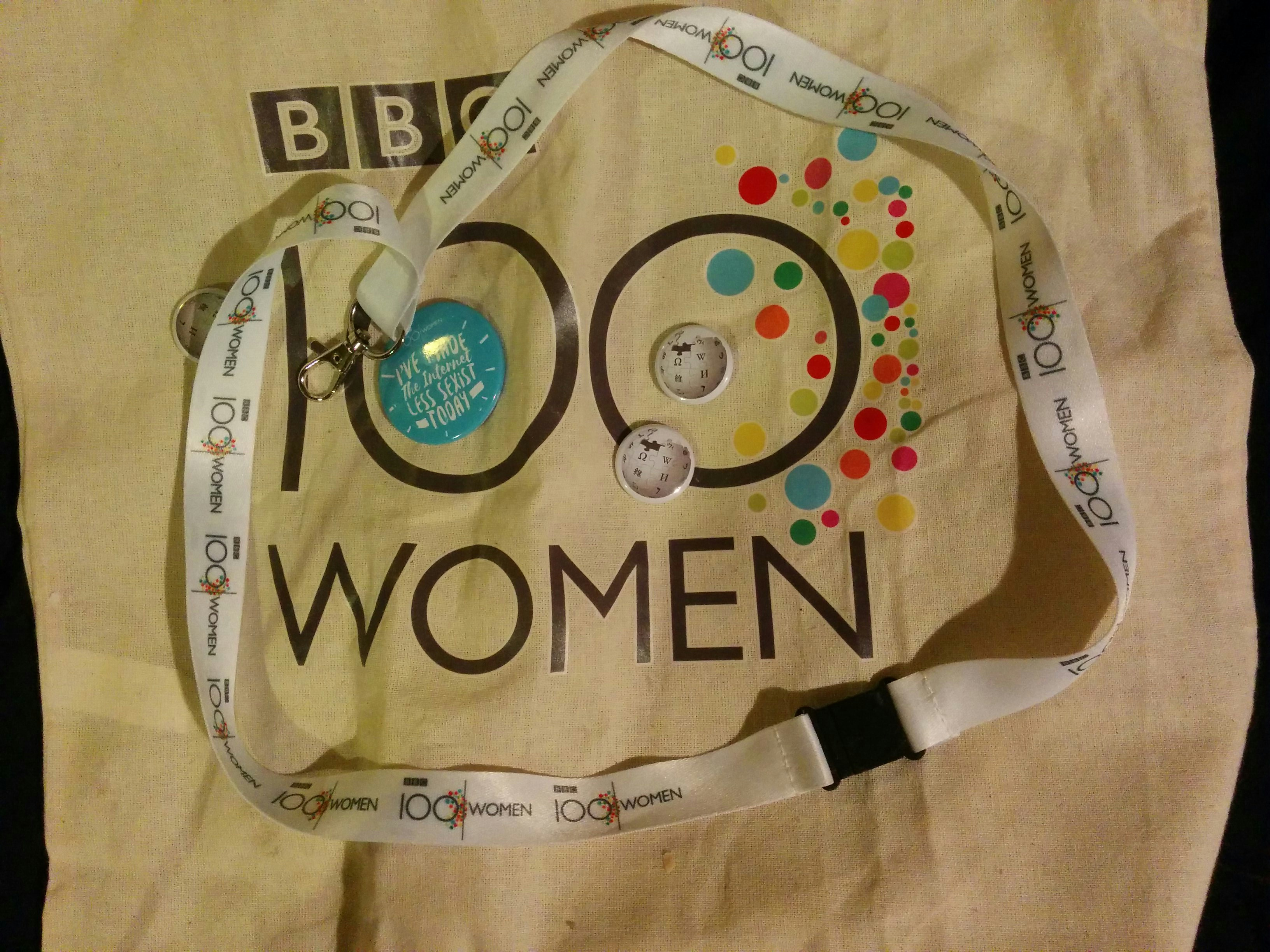
Stillleben mit BBC 100 women und Wikipedia-Werbeartikeln einer Teilnehmerin beim BBC 100 Women Wikipedia Edit-a-thon in London 2016

100 Women ist eine 2013 gegründete, weltweite Multiformatserie der British Broadcasting Corporation (BBC), in die pro Jahr 100 „inspirirende und einflussreiche“ Frauen aufgenommen werden, die der BBC in herausragender Weise auffielen, die aber nie zuvor in einer 100-Women-Liste der BBC waren.
Die Serie prüft die Rolle von Frauen im 21. Jahrhundert. Nach dem jährlichen Bekanntmachen der Liste beginnt die dreiwöchige sogenannte BBC-Frauenreihe mit Übertragungen, Onlinebeiträgen, Debatten und journalistischen Beiträgen zum Thema Frauen. Frauen aus aller Welt werden ermutigt, via Twitter teilzunehmen und die Liste zu kommentieren, Interviews zu geben und an den Debatten teilzunehmen, die der Veröffentlichung der Liste folgen. Die Diskussion auf Twitter erfolgt unter dem Hashtag #100Women.

## Geschichte
Nach der Gruppenvergewaltigung in Delhi 2012 kam bei der BBC-Redakteurin Fiona Crack und anderen Journalisten, wie Liliane Landor die Idee auf, eine Serie aufzusetzen, die sich auf die Probleme und Erfolge von Frauen in der heutigen Gesellschaft fokussiert. Crack hatte das Gefühl, dass viele der Probleme, denen Frauen heute gegenüberstehen, keinen ausreichenden Widerhall in den Medien finden. Im März 2013 erhielt die BBC eine „Flut von Feedback von weiblichen Zuhörerinnen“ mit den Tenor, dass die BBC mehr „Inhalte von und für Frauen“ anbieten soll.
Die BBC startete die Serie 2013 mit dem Ziel, der Unterrepräsentation von Frauen in den Medien entgegenzuwirken. Die Frauen, die im ersten Programm teilnahmen, wurden durch eine Umfrage in 26 verschiedenen Sprachdiensten ausgewählt. Die Sendungen liefen über einen Monat und wurden am 25. Oktober 2013 mit einer Konferenz abgeschlossen. Dort diskutierten 100 Frauen aus aller Welt gemeinsame Probleme. Um kulturelle und soziale Herausforderungen zu prüfen, denen Frauen im täglichen Leben gegenüberstehen, ging die Bandbreite der Themen von Herausforderungen bei der Jobsuche, Feminismus, Mutterschaft bis zu Religion.
Die Serie hat seither viele Themen behandelt, einschließlich Bildung, Gesundheitswesen, Lohngleichheit, Genitalverstümmelung, häusliche Gewalt und sexueller Missbrauch. Sie versucht Frauen eine Plattform zu geben, auf der sie diskutieren können, wie die Welt verbessert und Sexismus eliminiert werden kann. Die Frauen auf der 100-Women-Liste stammen aus aller Welt und engagieren sich auf verschiedenen Gebieten. Zu den Frauen gehören bereits berühmte Personen, wie auch weniger bekannte.

## 100-Women-Listen nach Jahr

### 2013
Salwa Abu Libdeh, Madawi al-Rasheed, Nadia Al-Sakkaf, Sreymom Ang, Anna Arrowsmith, Joyce Aoko Aruga, Moe Thuzar Aung, Rehana Azib, Firuza Aliyeva, Zainab Hawa Bangura, Michaela Bergman, Claire Bertschinger, Ingrid Betancourt, Cherie Blair, Emma Bonino, Yvonne Brewster, Gurinder Chadha, Nervana Mahmoud, Irina Chakraborty, Shadi Sadr, Chipo Chung, Helen Clark, Diane Coyle, Caroline Criado-Perez, Jody Day, Es Devlin, Klára Dobrev, Efua Dorkenoo, Sigridur Maria Egilsdottir, Marwa El-Daly, Bushra El-Turk, Obiageli Ezekwesili, Caroline Farrow, Anne Stella Fomumbod, Teresa Forcades, Razan Ghazzawi, Rebecca Gomperts, Tanni Grey-Thompson, Parveen Hassan, Barbara Hewson, Anis Hidayah, Deborah Hopkins, Rose Hudson-Wilkin, Bettany Hughes, Rubana Huq, Leyla Hussein, Heather Jackson, Shelina Zahara Janmohammed, Laura Janner-Klausner, Aowen Jin, Andy Kawa, Tehmina Kazi, Jude Kelly, Fereshteh Khosroujerdy, Azadeh Kian, Kanya King, Dina Korzun, Fausia Kufi, Martha Lane-Fox, Paris Lees, Ann Leslie, Sian Lindley, Pontso Mafethe, Brooke Magnanti, Mmasekgoa Masire-Mwamba, Shirley Meredeen, Samar Samir Mezghanni, Shazia Mirza, Aditi Mittal, Rosmery Mollo, Orzala Ashraf Nemat, Pauline Neville-Jones, Susie Orbach, Mirina Paananen, Claudia Paz y Paz, Mariane Pearl, Laura Perrins, Charlotte Raven, Gail Rebuck, Justine Roberts, Sarah Rogers, Fatima Said, Balvinder Saund, Kamila Shamsie, Divya Sharma, Bahia Shehab, Joanna Shields, Stephanie Shirley, Clare Short, Jacqui Smith, Kate Smurthwaite, Rainatou Sow, Louise Stephenson, May Tha Hla, Natasha Walter, Judith Webb, Saadia Zahidi, Dinara Zhorobekova, Gemma Godfrey, Martina Navratilova, sowie: Sarah Walker, Cerrie Burnell, Selma James.

### 2014
Yasmin Altwaijri, Conchita Wurst, Laura Bates, Pinky Lilani, Ruby Chakravarti, Susie Orbach, Pontso Mafethe, Kate Shand, Shappi Khorsandi, Shazia Saleem, Wai Wai Nu, Michaela Bergman, Paula Moreno, Rubana Huq, Lucy-Anne Holmes, Brianna Stubbs, Matilda Tristam, Nigar Nazar, Sharmeen Obaid Chinoy, Uldus Bakhtiozina, Prof Lesley Yellowlees, Rebecca Gomperts, Dr Katherine Brown, Emily Kasyoka, Aowen Jin, Eliza Rebeiro, Muge Iplikci, Natumanya Sarah, Linda Tirado, Alice Hagan, May Tha Hla, Rainatou Sow, Justa Canaviri, Heather Jackson, Ruby Wax, Umm Ahmed, Xiaolu Guo, Hind Hobeika, Molly Case, Joyce Banda, Saadia Zahidi, Aditi Mittal, Jess Butcher, Farah Mohamed, Katy Tuncer, Smruti Sriram, Darshan Karki, Brooke Magnanti, Chipo Chung, Pinar Ogunc, Sabina Kurgunayeva, Kate Wilson, Betty Lalam, Arabella Dorman, Andy Kawa, Bahia Shehab, Divya Sharma, Jocelyn Bell, Eleni Antoniadou, Shelina Zahara Janmohammed, Salinee Tavaranan, Hatoon Kadi, Brie Rogers Lowery, Balvinder Saund, Cora Sherlock, Alaa Murabit, Bushra El-Turk, Kim Winser, Arzu Geybulla, Judith Webb, Sarah Hesterman, Sana Saleem, Asma Mansour, Diana Nammi, Funmi Iyanda, Karen Masters, Khuloud Saba, Yolanda Wang, Ayesha Mustafa, Obiageli Ezekwesili, Tehmina Kazi, Sophi Tranchell, Boghuma Kabisen Titanji, Dwi Rubiyanti Kholifah, Anjali Ramachandran, Yas Necati, Yeonmi Park, Irene Li, Sandee Pyne, Temie Giwa, Kavita Krishnan, Sarah Jahaan Khan, Nicky Moffat, Alice Powell, Misty Haith, Sally Sabry, Kate Smurthwaite, Susana López Charretón, Jaya Luintel, Nicola Sturgeon, Caroline Neill, Arine Renawai.

### 2015
Nicola Adams, Muzzon al-Mellehan, Siba Alaradi, Antonia Albert, Sonita Alizadeh, Victoria Alonsoperez, Niloufar Ardalan, Paulina Arreola, Masoumeh Ataei, Xyza Cruz Bacani, Alimata Bara, Sana Ben Ashour, Nicola Benedetti, Meryl Benitah, Fatou Bensouda, Asha Bhosle, Cecilia Bouzat, Bobbi Brown, Naomi Bya’Ombe, Rivka Carmi, Massiel Chávez, Eveles Chimala, Estela de Carlotto, Nkosazana Dlamini-Zuma, Isabel dos Santos, Leimin Duong, Ernestina Edem Appiah, Aissa Edon, Jana Elhassan, Nawal el-Sadaawi, Paula Escobar, Monir Farmanfarmaian, Claire Fox, Elissa Freiha, Uta Frith, Melanie Goldsmith, Alina Gracheva, Megan Grano, Alice Gray, Sara Jane Ho, Michaela Hollywood, Ella Ingram, Ayesha Ishtiaq, Somayya Jabarti, Azza Jadalla, Misraa Jimaa, Samantha John, Kamini Kaushal, Tahmina Kohistani, Rimppi Kumari, Linda Kwamboka, Tina Lavender, Zihan Ling, Zimasa Mabela, Emi Mahmoud, Catherine Mahugu, Amara Majeed, Nemata Majeks-Walker, Katrine Marcal, Karabo Mathang, Muniba Mazari, Jessy McCabe, Sania Mirza, Brit Morin, Smriti Nagpal, Pauline Ng, Delaney, Bel Pesce, Verashni Pillay, Irina Poljakowa, Elsa Prieto, Cristina Randall, Claire Reid, Jenni Rhodes, Nikita Ridgeway, Neyda Rojas, Lubov Russkina, Rabia Salihu Said, Amina Sboui, Lorrana Scarpioni, Louise Schwartz, Patricia Scotland, Baroness Scotland of Asthal, Mumtaz Shaikh, Nareen Shammo, Rasha Shehada, Zuzanna Stanska, Michelle Sun, Hilary Swank, Julie Sygiel, Rotana Tarabzouni, Kanika Tekriwal, Lizanne Teo, Jana Tepe, Li Tingting, Sophie Walker, Alek Wek, Xian Xu, Tin Tin Yu, Marie-Ange Zimndou Koutou, Nour.

### 2016
Alicia Keys, Aline Mukovi Neema, Amna Suleiman, Amy Roko, Asel Sadyrova, Ashwaq Moharram, Babs Forman, Becci Wain, Carmen Aristegui, Carolina de Oliveira, Cat Hulbert, Chan Yuen-ting, Chanira Bajracharya, Churan Zheng, Cindy Meston, Conchi Reyes Rios, Corinne Maier, Dalia Sabri, Denise Ho, Doaa el-Adl, Dwi Handa, Egge Kande, Ellinah Ntombi Wamukoya, Erin McKenney, Erin Sweeny, Evelyn Miralles, Funke Bucknor-Obruthe, Gcina Mhlophe, Gouri Chindarkar, Heather Rabbatts, Héloïse Letissier, Ieshia Evans, Isabella Springmuhl Tejada, Iskra Lawrence, Jamilah Lemieux, Jane Elliott, Janet Ni Shuilleabhain, Jeanette Winterson, Judi Aubel, June Eric-Udorie, Karima Baloch, Kartika Jahja, Katherine Johnson, Kathy Murray, Khadija Ismayilova, Lhakpa Sherpa, Liliane Landor, Liv Little, Lois Strong, Lubna Tahtamouni, Lucy Finch, Mallika Srinivasan, Mao Kobayashi, Mariana Costa, Marne Levine, Marta Sanchez Soler, Marta Vieira da Silva, 'Mary', Mary Akrami, Megan Beveridge, Mercedes Doretti, Morena Herrera, Nadia Khiari, Nadiya Hussain, Naema Ahmed, Nagira Sabashova, Natalia Ponce de León, Nay el-Rahi, Neha Singh, Omotade Alalade, Ou Xiaobai, Pashtun Rahmat, Paula Hawkins, Pratibha Parmar, Rachida Dati, Rakefet Russak-Aminoach, Rebecca Walker, Reham el-Hour, Renee Rabinowitz, Saalumarada Thimmakka, Seyhan Arman, Sherin Khankan, Shirin Gerami, Shriti Vadera, Sian Williams, Simone Biles, Stephanie Harvey, Stephanie Yim Bell, Sunny Leone, Traci Houpapa, Um-Yehia, Viktoria Modesta, Winnie Harlow, Yasmine Mustafa, Yuliya Stepanova, Zoleka Mandela, Zulaikha Patel, Tess Asplund, Thuli Madonsela, Marija Sacharowa.

### 2017
Agnes Atim Apea, Amy Cuddy, Elaine Welteroth, Erin Akinci, Jin Xing, Karlie Noon, Lea Coligado, Lori Nishiura Mackenzie, Loujain Alhathloul, Mariana Feraru, Maci Peterson, María Teresa Ruiz, Marilyn Loden, Marina Potoker, Melisa Marquez-Rodriguez, Michelle Mone, Muhabbat Sharapova, Nana Akua Oppong Birmeh, Natalia Margolis, Romina Bernardo, Roya Ramezani, Rumman Chowdhury, Sasha Perigo, Savita Devi, Susi Pudjiastuti, Suzanne Doyle-Morris, Aditi Avasthi, Huynh Thi Xam, Indira Rana Magar, Ira Trivedi, Maggie MacDonnell, Marieme Jamme, Mehroonisa Siddiqui, Michelle Bachelet, Nitya Thummalachetty, Peggy Whitson, Priyanka Roy, Sakena Yacoobi, Tulika Kiran, Urvashi Sahni, Zainab Fadhal, Vicky Colbert, Muzoon Almellehan, Lin Nien-Tzu, Frances Melanie Hardinge, Ngozi Okonjo-Iweala, Ahlam al-Rashid, Regina Honu, Angeline Murimirwa, Bella Devyatkina, Tran Thi Kim Thia, Adelle Onyango, Anita Nderu, Anne-Marie Imafidon, Chaima Lahsini, Ellen Johnson Sirleaf, Ellie Cosgrave, Laura Jordan Bambach, Liz Kelly, Maria Scorodinschi, Naomi Mwaura, Resham Khan, Rupi Kaur, Talent Jumo, Tiwa Savage, Virali Modi, Leila Smith, Sharon Sabita Beepath, Amanda Nunez-Ferreira, Somporn Khempetch, Tamara De Anda, Doris Muthoni Wanjira, Hanne Bingle, Nihal Saad Zaghloul, Angie Ng, Asena Melisa Saglam, Adriana Behar, Ana Luiza Santos de Andrade, Beatriz Vaz E Silva, Claudianny Drika, Fernanda Nunes, Grace Larsen, Luiza Travassos, Maira Liguori, MC Soffia, Mithali Raj, Momina Mustehsan, Nadia Comaneci, Nawaal Akram, Nora Tausz Ronai, Steph Houghton, Jayanthi Kuru-Utumpala, Cwengekile Nikiwe Myeni, Helena Pacheco, Rocky Hehakaija, Lina Khalifeh, Nguyễn Thị Tuyết Dung, Derartu Tulu, Shantona Rani Roy, Hou Yifan.

### 2018
Abisoye Ajayi-Akinfolarin, Esra’a Al Shafei, Svetlana Alekseeva, Lizt Alfonso, Nimco Ali, Isabel Allende, Boushra Yahya Almutawakel, Alina Anisimova, Frances Arnold, Uma Devi Badi, Judith Balcazar, Cindy Arlette Contreras Bautista, Leyla Belyalova, Analia Bortz, Fealofani Bruun, Raneen Bukhari, Joy Buolamwini, Barbara Burton, Tamara Cheremnova, Chelsea Clinton, Stacey Cunningham, Jenny Davidson, Asha de Vos, Gabriella Di Laccio, Xiomara Diaz, Noma Dumezweni, Chidera Eggerue, Shrouk El-Attar, Nicole Evans, Raghda Ezzeldin, Mitra Farazandeh, Mamitu Gashe, Meena Gayen, Gloria Tang Sze-wing, Fabiola Gianotti, Julia Gillard, Elena Gorolova, Randi Heesoo Griffin, Janet Harbick, Jessica Hayes, Thando Hopa, Hindou Oumarou Ibrahim, Reyhan Jamalova, Jameela Jamil, Liz Johnson, Lao Khang, Joey Mead King, Krishna Kumari, Marie Laguerre, Veasna Chea Leth, Ana Graciela Sagastume López, Maria Corina Machado, Nanaia Mahuta, Sakdiyah Maruf, Nujeen Mustafa, Lisa McGee, Kirsty McGurrell, Becki Meakin, Ruth Medufia, Larisa Mikhaltsova, Amina J. Mohammed, Yanar Mohammed, Joseline Esteffania Velasquez Morales, Robin Morgan, Dima Nashawi, Helena Ndume, Kelly O’Dwyer, Yuki Okoda, Olivette Otele, Claudia Sheinbaum Pardo, Park Soo-yeon, Ophelia Pastrana, Viji Palithodi, Brigitte Sossou Perenyi, Vicky Phelan, Rahibi Soma Popere, Valentina Quintero, Sam Ross, Fatma Samoura, Juliet Sargeant, Sima Sarkar, Shaparak Shajarizadeh, Haven Shepherd, Nenney Shushaidah Binti Shamsuddin, Hayat Sindi, Jacqueline Straub, Donna Strickland, Kanpassorn Suriyasangpetch, Setsuko Takamizawa, Nargis Taraki, Ellen Tejle, Helen Taylor Thompson, Bola Tinubu, Errollyn Wallen, Safiya Wazir, Gladys West, Luo Yang, Maral Yazarloo-Pattrick, Tashi Zangmo, Jing Zhao.

### 2019
Precious Adams, Parveena Ahanger, Piera Aiello, Jasmin Akter, Manal Al-Dowayan, Marwa Al-Sabouni, Rida al-Tubuly, Kimia Alizadeh, Alanoud Alsharekh, Tabata Amaral, Yalitza Aparicio, Dayna Ash, Dina Asher-Smith, MiMi Aung, Nisha Ayub, Judith Bakirya, Ayah Bdeir, Dhammananda Bhikkhuni, Mabel Bianco, Raya Bidshahri, Katie Bouman, Sinéad Burke, Lisa Campo-Engelstein, Scarlett Curtis, Ella Daish, Sharan Dhaliwal, María Fernanda Espinosa, Lucinda Evans, Sister Gerard Fernandez, Bethany Firth, Owl Fisher, Shelly-Ann Fraser-Pryce, Zarifa Ghafari, Jalila Haider, Tayla Harris, Hollie, Luchita Hurtado, Yumi Ishikawa, Asmaa James, Aranya Johar, Katrina Johnston-Zimmerman, Gada Kadoda, Rana el Kaliouby, Amy Karle, Ahlam Khudr, Fiona Kolbinger, Hiyori Kon, Aïssata Lam, Soo Jung Lee, Swietenia Puspa Lestari, Fei-Fei Li, Erika Lust, Lauren Mahon, Julie Makani, Lisa Mandemaker, Jamie Margolin, Francia Márquez, Gina Martin, Raja Meziane, Susmita Mohanty, Benedicte Mundele, Subhalakshmi Nandi, Salwa Eid Naser, Trang Nguyen, Van Thi Nguyen, Natasha Noel, Alexandria Ocasio-Cortez, Farida Osman, Ashcharya Peiris, Danit Peleg, Autumn Peltier, Megan Rapinoe, Onjali Q. Raúf, Charlene Ren, Maria Ressa, Djamila Ribeiro, Jawahir Roble, Najat Saliba, Nanjira Sambuli, Zehra Sayers, Hayfa Sdiri, Noor Shaker, Bonita Sharma, Vandana Shiva, Sarah Martins Da Silva, Pragati Singh, Ljubow Eduardowna Sobol, Samah Subay, Kalista Sy, Bella Thorne, Veronique Thouvenot, Greta Thunberg, Paola Villarreal, Ida Vitale, Purity Wako, Marilyn Waring, Amy Webb, Huang Wensi, Sara Wesslin, Gina Zurlo.

### 2020
Loza Abera Geinore, Houda Abouz, Christina Adane, Yvonne Aki-Sawyerr, Rina Akter, Sarah al-Amiri, Waad al-Kateab, Adriana Albini, Ubah Ali, Nisreen Alwan, Elizabeth Anionwu, Nadeen Ashraf, Erica Baker, Bilkis Bano, Diana Barran, Cindy Bishop, Macinley Butson, Evelina Cabrera, Wendy Beatriz Caishpal Jaco, Carolina Castro, Agnes Chow, Patrisse Cullors, Tsitsi Dangarembga, Shani Dhanda, Naomi Dickson, Karen Dolva, Ilwad Elman, Jeong Eun-kyeong, Fang Fang, Somaya Faruqi, Eileen Flynn, Jane Fonda, Kiran Gandhi, Lauren Gardner, Alicia Garza, Iman Ghaleb Al-Hamli, Sarah Gilbert, Maggie Gobran, Rebeca Gyumi, Deta Hedman, Muyesser Abdul’ehed Hendan, Uyaiedu Ikpe-Etim, Miho Imada, Isaivani, Manasi Joshi, Nadine Kaadan, Mulenga Kapwepwe, Jemimah Kariuki, Gülsüm Kav, Jackie Kay, Salsabila Khairunnisa, Mahira Khan, Angélique Kidjo, Chu Kim Duc, Safaa Kumari, Ishtar Lakhani, Claudia López Hernández, Josina Machel, Sanna Marin, Hayat Mirshad, Bulelwa Mkutukana, Lucy Monaghan, Douce Namwezi N'Ibamba, Vanessa Nakate, Ethelreda Nakimuli-Mpungu, Nandar, Vernetta M Nay Moberly, Nemonte Nenquimo, Sania Nishtar, Phyllis Omido, Laleh Osmany, Ridhima Pandey, Lorna Prendergast, Oksana Pushkina, Cibele Racy, Susana Raffalli, Sapana Roka Magar, Pardis Sabeti, Febfi Setyawati, Ruth Shady, Panusaya Sithijirawattanakul, Nasrin Sotoudeh, Kathy Sullivan, Rima Sultana Rimu, Lea T, Ana Tijoux, Opal Tometi, Swjatlana Zichanouskaja, Yulia Tsvetkova, Arussi Unda, Anastasia Volkova, Kotchakorn Voraakhom, Siouxsie Wiles, Elin Williams, Alice Wong, Yee-Sin Leo, Michelle Yeoh, Aisha Yesufu, Gulnaz Zhuzbaeva, sowie die „unbesungenen Helden“ (BBC: um die „unzähligen Frauen auf der ganzen Welt“ zu würdigen, die in diesem „außergewöhnlichen Jahr“ „ein Opfer gebracht haben, um anderen zu helfen“, einschließlich derer, die dabei „ihr Leben verloren haben“.)

### 2021
Lima Aafshid, Halima Aden, Oluyemi Adetiba-Orija, Muqadasa Ahmadzai, Rada Akbar, Abia Akram, Leena Alam, Dr Alema, Sevda Altunoluk, Wahida Amiri, Mónica Araya, Natasha Asghar, Zuhal Atmar, Marcelina Bautista, Crystal Bayat, Razia Barakzai, Nilofar Bayat, Jos Boys, Catherine Corless, Faiza Darkhani, Azmina Dhrodia, Pashtana Durrani, Najla El Mangoush, Shila Ensandost, Saeeda Etebari, Sahar Fetrat, Melinda French Gates, Fatima Gailani, Carolina García, Saghi Ghahraman, Ghawgha, Angela Ghayour, Jamila Gordon, Najlla Habibyar, Laila Haidari, Zarlasht Halaimzai, Shamsia Hassani, Nasrin Husseini, Momena Ibrahimi, Mugdha Kalra, Freshta Karim, Amena Karimyan, Aliya Kazimy, Baroness Helena Kennedy QC, Hoda Khamosh, Mia Krisna Pratiwi, Heidi J Larson, Iman Le Caire, Sevidzem Ernestine Leikeki, Elisa Loncón Antileo, Chloé Lopes Gomes, Mahera, Maral, Masouma, Fiamē Naomi Mataʻafa, Salima Mazari, Depelsha Thomas McGruder, Mulu Mefsin, Mohadese Mirzaee, Fahima Mirzaie, Tlaleng Mofokeng, Tanya Muzinda, Chimamanda Ngozi Adichie, Lynn Ngugi, Amanda Nguyen, Basira Paigham, Natalia Pasternak Taschner, Monica Paulus, Rehana Popal, Manjula Pradeep, Razma, Rohila, Alba Rueda, Ruksana, Halima Sadaf Karimi, Roya Sadat, Shogufa Safi, Sahar, Soma Sara, Mahbouba Seraj, Elif Shafak, Anisa Shaheed, Mina Smallman, Barbara Smolińska, Ein Soe May, Piper Stege Nelson, Fatima Sultani, Adelaide Lala Tam, Sister Ann Rose Nu Tawng, Emma Theofelus, Sara Wahedi, Vera Wang, Nanfu Wang, Roshanak Wardak, Ming-Na Wen, Rebel Wilson, Benafsha Yaqoobi, Malala Yousafzai, Yuma, Zala Zazai

### 2022
Lina Abu Akleh, Dima Aktaa, Maeen Al-Obaidi, Sahra Amir Ebrahimi, Fatima Amiri, Aye Nyein Thu, Velmariri Bambari, Sirisha Bandla, Victoria Baptiste, Niloufar Bayani, Nathalie Becquart, Taisia Bekbulatova, Kristina Berdynskykh, Selma Blair, Tarana Burke, Sandy Cabrera Arteaga, Ona Carbonell, María Fernanda Castro Maya, Sarah Chan, Priyanka Chopra, Sanjida Islam Choya, Chanel Contos, Eva Copa, Heidi Crowter, Billie Eilish, Sandya Eknelygoda, Gohar Eshghi, Joy Ngozi Ezeilo, Ibijoke Faborode, Samrawit Fikru, Ceci Flores, Geraldina Guerra Garcés, Wegahta Gebreyohannes Abera, Moud Goba, Dilek Gürsoy, Gehad Hamdy, Sofía Heinonen, Judith Heumann, Erika Hilton, Kimiko Hirata, Jebina Yasmin Islam, Ons Jabeur, Sneha Jawale, Zahra Joya, Reema Juffali, Kadri Keung, Judy Kihumba, Marie Christina Kolo, Iryna Kondratova, Asonele Kotu, Mie Kyung Lee, Ursula von der Leyen, Erika Liriano, Naomi Long, Naja Lyberth, Ayesha Malik, Hadizatou Mani, Nigar Marf, Oleksandra Matwijtschuk, Laura McAllister, Milli, Zara Mohammadi, Narges Mohammadi, Rita Moreno, Mia Mottley, Salima Mukansanga, Monica Musonda, Ifeoma Ozoma, Yuliia Paievska, Park Ji-hyun, Tamana Zaryab Paryani, Alice Pataxó, Roya Piraei, Alla Pugatschowa, Sepideh Qoliyan, Elnaz Rekabi, Jane Rigby, Yulimar Rojas, Yuliia Sachuk, Ainura Sagyn, Roza Salih, Sally Scales, Nana Darkoa Sekyiamah, Suvada Selimović, Geetanjali Shree, Monica Simpson, Alexandra Skochilenko, Simone Tebet, Kisanet Tedros, Efrat Tilma, Maryna Viazovska, Velia Vidal, Esraa Warda, Zhou Xiaoxuan, Cheng Yen, Nazanin Zaghari-Ratcliffe, Olena Selenska, Jana Sinkewytsch, Protestierende Frauen im Iran

### 2023
Afroze-Numa, Hosai Ahmadzai, Maryam al-Khawaja, Shamsa Araweelo, Yasmina Benslimane, Aitana Bonmatí, Yael Braudo-Bahat, Esi Buobasa, Alicia Cahuiya, Antinisca Cenci, Amal Clooney, Dehenna Davison, Andreza Delgado, Desak Made Rita Kusuma Dewi, America Ferrera, Christiana Figueres, Bella Galhos, Rina Gonoi, Anne Grall, Sonia Guajajara, Georgia Harrison, Renita Holmes, Nataša Kandić, Rukshana Kapali, Harmanpreet Kaur, Sofia Kosachyova, Dayeon Lee, Monica McWilliams, Justina Miles, Diya Mirza, Najla Mohamed-Lamin, Ulanda Mtamba, Tamar Museridze, Neema Namadamu, Zandile Ndhlovu, Michelle Obama, Alice Oseman, Paramida, Camila Pirelli, Sepideh Rashnu, Aziza Sbaity, Bernadette Smith, Irina Stawtschuk, Gloria Steinem, Summia Tora, Khine Hnin Wai, Bianca Williams, Xu Zaozao, Chila Kumari Burman, Paulina Chiziane, Susanne Etti, Licia Fertz, Jannatul Ferdous, Natalia Idrisova, Vee Kativhu, Huda Kattan, Sophia Kianni, Arati Kumar-Rao, Louise Mabulo, Marijeta Mojasevic, Sarah Ott, Tenzin Palmo, Lala Pasquinelli, Jess Pepper, Matcha Phorn-in, Carolina Díaz Pimentel, Shairbu Sagynbaeva, Darja Andrejewna Serenko, Kera Sherwood-O'Regan, Sagarika Sriram, Clara Elizabeth Fragoso Ugarte, Oksana Sabuschko, Basima Abdulrahman, Bayang, Amina Al-Bish, Rumaitha Al Busaidi, Sara Al-Saqqa, Susan Chomba, Leanne Cullen-Unsworth, Canan Dağdeviren, Izabela Dłużyk, Marcela Fernández, Anamaría Font Villarroel, Trần Gấm, Timnit Gebru, Claudia Goldin, Anna Huttunen, Gladys Kalema-Zikusoka, Sonia Kastner, Astrid Linder, Neha Mankani, Wanjira Mathai, Isabel Farías Meyer, Natalie Psaila, Olena Rozvadovska, Sumini, Fabiola Trejo, Jennifer Uchendu, Qiyun Woo, Elham Youssefian.

### 2024
Silvana Santos, Elaha Soroor, Vinesh Phogat, Maria Teresa Horta, Sharon Kleinbaum, Eugenia Bonetti, Christina Assi, Hala Alkarib, Annie Sinanduku Mwange, Harbia Al Himiary, Naomi Chanda, Katalin Karikó, Chloé Zhao, Kasha Jacqueline Nabagesera, Gisèle Pelicot, Rosa Vásquez Espinoza, Nadia Murad, Samia, Katherine Martínez, Anat Hoffman, Maheder Haileselassie, Yasmeen Mjalli, Adenike Titilope Oladosu, Tracy Otto, Allyson Felix, Shahrnush Parsipur, Latisha McCrudden, Xuân Phượng, Hadiqa Kiani, Susan Collins, Rosmarie Wydler-Wälti, Firda Marsya Kurnia, Helen Molyneux, Feng Yuan, Cristina Rivera Garza, Kemi Badenoch, Shireen Abed, Danielle Cantor, Inna Modja, Olga Olefirenko, Zakia Khudadadi, Nour Emam, Huang Jie, Tracey Emin, Zhiying (Tania) Zeng, Hend Sabry, Fawzia al-Otaibi, Olivia McVeigh, Svetlana Anokhina, Zhina Modares Gorji, Hana-Rawhiti Maipi-Clarke, Gaby Moreno, Pooja Sharma, Olga Rudnieva, Yūmi Suzuki, Angela Rayner, Nejla Işık, Margarita Barrientos, Gabriela Salas Cabrera, Sara Berkai, Plestia Alaqad, Kim Yeji, Su Min, Rikta Akter Banu, Ruth López, Hinda Abdi Mohamoud, Shilshila Acharya, Subin Park, Mahrang Baloch, Sneha Revanur, Kauna Malgwi, Hamida Aman, Noella Wiyaala Nwadei, Lilia Chanysheva, Safa Ali, Shin Daewe, Roxy Murray, Joan Chelimo Melly, Georgina Long, Raye, Lesley Lokko, Enas Al-Ghoul, Rebeca Andrade, Einav Zangauker, Brigitte Baptiste, Amanda Zurawski, Zhanylsynzat Turganbaeva, Guerline M Jozef, Aruna Roy, Dilorom Yuldosheva, Sunita Williams, Naomi Watanabe, Linda Dröfn Gunnarsdóttir, Idania del Río, Johana Bahamón, Sharon Stone , Madison Tevlin, Ann Chumaporn (Waaddao), Sasha Luccioni, Lourdes Barreto